# Rajd Wisły 2013

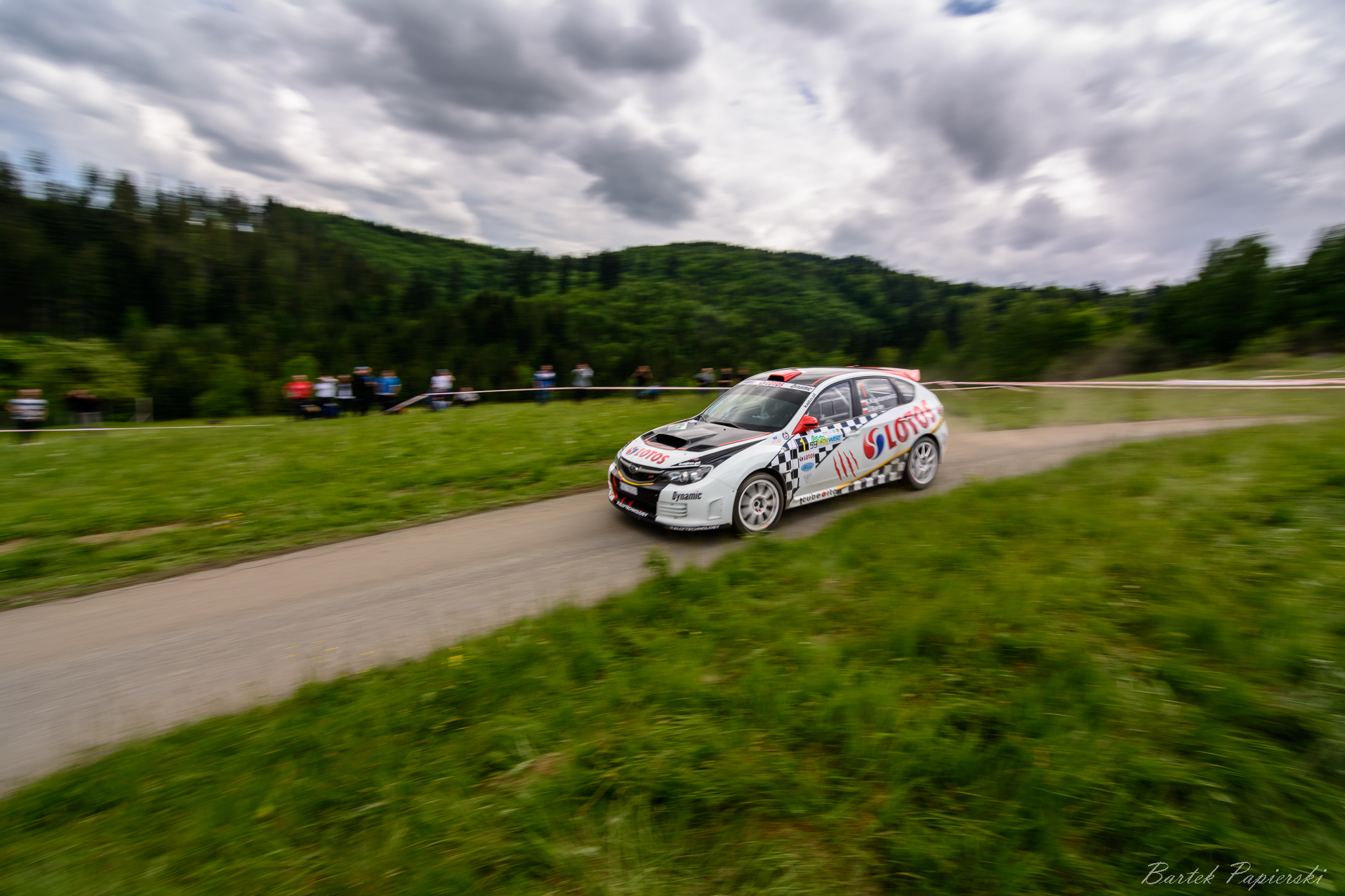
Zwycięzca rajdu Kajetan Kajetanowicz

59 Rajd Wisły  – 59. edycja Rajdu Wisły. Był to rajd samochodowy rozgrywany od 24 do 26 maja 2013 roku. Bazą rajdu były miejscowości Wisła i Istebna. Była to druga runda Rajdowych Samochodowych Mistrzostw Polski w roku 2013.

## Wyniki końcowe rajdu[1]
| Miejsce | Kierowca             | Pilot                 | Samochód                 | Czas      | Strata   | Grupa Klasa | Punkty |
| ------- | -------------------- | --------------------- | ------------------------ | --------- | -------- | ----------- | ------ |
| 1       | Kajetan Kajetanowicz | Jarosław Baran        | Subaru Impreza STi R4    | 1:56:54.4 | -        | 2           | 45     |
| 2       | Maciej Rzeźnik       | Przemysław Mazur      | Peugeot 207 S2000        | 1:59:51.0 | +2:56.6  | 2           | 30     |
| 3       | Tomasz Kuchar        | Daniel Dymurski       | Peugeot 207 S2000        | 1:59:54.4 | +3:00.0  | 2           | 26     |
| 4       | Maciej Oleksowicz    | Michał Kuśnierz       | Ford Fiesta S2000        | 2:00:22.1 | +3:27.7  | 2           | 24     |
| 5       | Tomasz Czopik        | Magdalena Lukas       | Mitsubishi Lancer Evo X  | 2:05:38.7 | +8:44.3  | 3           | 14     |
| 6       | Jan Chmielewski      | Robert Hundla         | Citroën DS3 R3T          | 2:06:20.0 | +9:25.6  | 5           | 10     |
| 7       | Radosław Raczkowski  | Łukasz Gwiazda        | Citroën DS3 R3T          | 2:06:41.8 | +9:47.4  | 5           | 7      |
| 8       | Marcin Gagacki       | Marcin Bilski         | Mitsubishi Lancer Evo IX | 2:07:29.3 | +10:34.9 | 3           | 4      |
| 9       | Mariusz Nowocień     | Bartłomiej Jakubowski | Mitsubishi Lancer Evo X  | 2:07:34.6 | +10:40.2 | 3           | 2      |
| 10      | Jarosław Kołtun      | Ireneusz Pleskot      | Ford Fiesta RRC          | 2:07:46.0 | +10:51.6 | 2           | 6      |